# Cuiabá (canhoneira)
Cuiabá foi uma canhoneira a vapor operada pela Armada Imperial Brasileira. Foi construída no Arsenal de Marinha do Mato Grosso e lançada em 9 de março de 1863. Seu nome era uma homenagem à Cuiabá, capital da Província de Mato Grosso. Possuía 21,33 metros de era armada com dois canhões de calibre 6 e um obuseiro. Seu motor desenvolvia 30 cavalos-força de potência que acionavam quatro rodas de propulsão lateral. Estava em Corumbá por ocasião da invasão paraguaia da cidade em 1865. Foi desmanchada em 1869.

## Construção e características
A canhoneira Cuiabá foi projetada pelo engenheiro naval Napoleão João Batista Level e a construção foi feita pelo Arsenal de Marinha do Mato Grosso. A quilha foi batida em 9 de fevereiro de 1861 com o lançamento ocorrendo em 9 de março de 1863. Seu nome era uma homenagem à capital da Província do Mato Grosso Cuiabá, cujo nome tupi-guarani vem de “cui-abá” que, segundo o escritor Teodoro Sampaio, significa - gente forte, valente, esforçada: nome de uma tribo selvagem encontrada nas margens do afluente do rio São Lourenço. A denominação foi dada pelo presidente da província Antônio Pedro de Alencastro e aprovada pela armada em 9 de abril de 1861.
Cuiabá tinha 21,33 metros comprimento, 2,25 metros de boca, 1,40 metros de pontal, 1,17 metros de calado à ré e 1,09 à vante. Possuía um motor a vapor de alta pressão que gerava 30 HP de potência que acionavam quatro rodas laterais. A construção da embarcação foi atrasada devido à falta de madeira apropriada, pois ainda no início de 1864 restavam por concluir seus arranjos e instalações internas. A canhoneira foi armada com duas peças de calibre 6 e um obuseiro. A tripulação compreendia 22 oficiais e praças.

## Serviço
O primeiro comandante da canhoneira Cuiabá foi o Primeiro-Tenente Agnelo de Farias Pinto Mangabeira, nomeado em 7 de outubro de 1864, contudo nunca chegou de comandá-la, pois foi capturado pelos paraguaios quando o navio que o levava para sua designação, o vapor Marquês de Olinda, fora aprisionado à ordem de Solano Lópes em 12 de novembro daquele ano, quando achava-se navegando no Rio Paraguai em território paraguaio. Posteriormente, o comando foi passado interinamente para o Primeiro-Tenente Felipe Orlando Schort em 8 de outubro do mesmo ano. A Cuiabá achava-se entre a frota estacionada em Corumbá, composta pelos vapores Jauru, Alfa e Anhambaí, por ocasião da invasão. Não se relata combate entre o navio e os invasores.
Em 27 de janeiro de 1870, o Conde d'Eu informou ao Ministro da Guerra, Barão de Muritiba, que no início de fevereiro partiria de volta ao Brasil tropas de três corpos de Voluntários da Pátria que estavam no Paraguai a bordo de três vapores, entre eles o Cuiabá. O 17.º CV da província de Minas Gerais partiu de Humaitá a bordo do vapor no dia 5 de fevereiro com um contingente de 494 homens entre praças e oficiais em direção a Montevidéu, chegando na capital uruguaia no dia 9. Lá houve troca de embarcação por motivo de segurança e comodidade. Semelhante trajeto fez o Cuiabá quando transportou 470 soldados do 39.º CV em 26 de março, aportando em Montevidéu em 2 de abril.
No entanto, outra fonte diz que no dia 4 de fevereiro de 1868, a canhoneira teria sido desarmada pelo comando da marinha e, em 21 de setembro de 1869, desmanchada devido seu péssimo estado, além da máquina ter sido convenientemente acautelada por ordem do presidente da província.